# العناصر الأربعة (لوحة)
العناصر الأربعة (بالأيطالية: I quattro elementi) هي سلسلة من اللوحات التي رسمها فنان عصر النهضة الأيطالي جوزيبي أرسيمبولدو عام 1566. تمثل كل صورة من الصور الأربع تجسيدًا لأحد العناصر الأربعة. وهي تسمى الرؤوس المركبة. يتكون كل رأس من أشياء أو حيوانات نموذجية لهذا العنصر: الطيور للهواء، والمصابيح، والشموع، والمدافع وما إلى ذلك من أجل النار، الثدييات للأرض والكائنات البحرية للماء. تصور اللوحات كصور تمثال نصفي، برأسين ينظر كل منهما إلى اليمين واليسار. تم إنشاء اللوحات للإمبراطور الروماني ماكسيميليان الثاني. تتوافق الصور الأربع مع الصور الأربعة للوحة للفصول الأربعة من عام 1563 بسبب زوج من الخصائص الدافئة -الباردة والرطبة- الجافة. يمكن دمجها في أزواج: الصيف الدافئ والجاف يتوافق مع النار، والشتاء البارد والرطب مع الماء، والربيع الدافئ والرطب في الهواء، والخريف البارد والجاف على الأرض. تنظر الأزواج المعنية إلى بعضها البعض إذا تم ترتيبها وفقًا لذلك.

## خلفية تاريخية
بعد التدريب في ميلانو، أصبح أرسيمبولدو رسام البلاط في قصر هابسبورغ، إلى فرديناند الأول في المحكمة في فيينا وبعد ذلك، لماكسيميليان الثاني وابنه رودولف الثاني في المحكمة في براغ. اكتسب جوزيبي معرفة بالحيوانات الغريبة والمحلية لأنه في ذلك الوقت كانت براغ مركزًا ثقافيًا وتم جلب مخلوقات غريبة مثل الأسد والفيل من جميع أنحاء العالم.

## الهواء

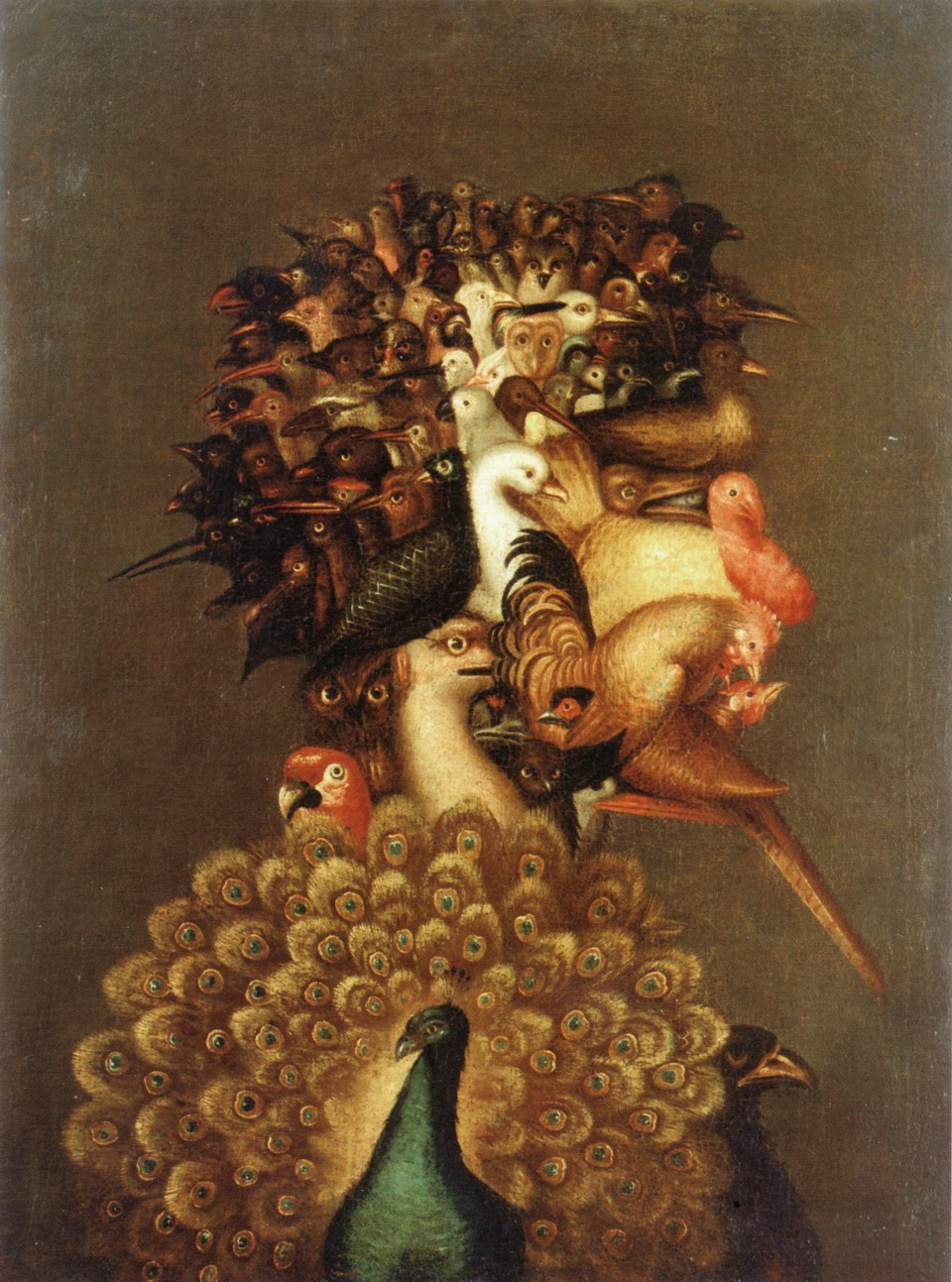
الهواء

يتكون شكل الهواء من الطيور وينظر إلى جهة اليمين. يتكون الجسم من طاووس، وصدر نسر، وكلاهما يلمح إلى آل هابسبورغ: تميز آل هابسبورغ بالطاووس في شعارهم ، وكان الطائر يوضع بشكل بارز على قوس النصر عندما دخل ماكسيميليان في عام 1563. النسر رمز للإمبراطورية. الذقن واللحية يتكونان من طائر الدراج ، وبقية الوجه من الدجاج والديك الرومي. يتكون الشعر من العديد من رؤوس الطيور المكدسة بكثافة.
تم فقد الأصل من السلسلة الأصلية، ولكن هناك نسخة. تختلف الصورة عن اللوحات الأخرى في السلسلة من حيث الشكل، ولكن بشكل خاص من حيث الناقل: فهي مرسومة على قماش، وليس على الخشب. الصورة عبارة عن ورشة عمل لسلسلة لاحقة من العناصر، إن لم تكن نسخة. الصورة في ملكية سويسرية خاصة. كانت في السابق جزءًا من مجموعة وينر كرين السويدية، مما يشير إلى أن الصورة كانت في الأصل من براغ. تم سحب العديد من الصور في مجموعات هابسبورغ من براغ إلى السويد عام 1648.

## النار

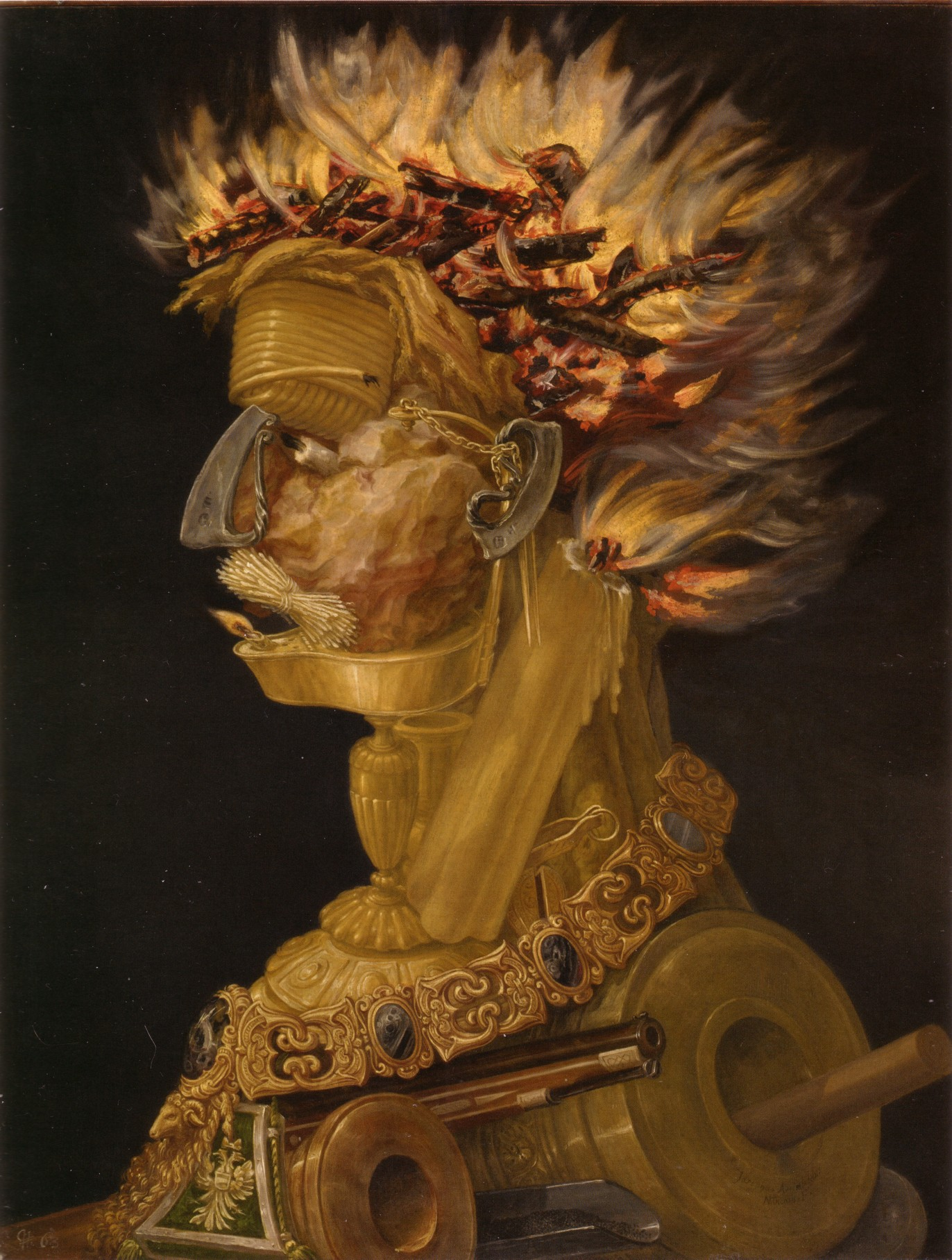
النار

يصور شكل النار رأسًا متجهًا إلى اليسار ، مكونة من أشياء متصلة بصورة مباشرة بطبيعة النار: صوان كبير يشكل الخد والرقبة والذقن يتكونان من مصباح زيت وشمعة كبيرة. حزمة من نشارة الاشتعال الفرعي تمثل الشارب والأنف والأذن تمثل بنوعان من مكاوي النار. العين عبارة عن كعب شمعة بيضاء بفتيل أسود مطفأ. فتيل ملفوف يشكل الجبهة. يتكون الشعر من حرق جذوع الأشجار. يتكون الصدر من أسلحة نارية: برميل مسدس ، برميل هاون و ماسورة مدفع مع مجرفة مسحوق يتم توجيهها نحو الخلف. يرتدي هذا الشكل طوق وسام الصوف الذهبي ، ترتيب منزل هابسبورغ ، حول رقبته. يمكن أيضًا رؤية النسر الإمبراطوري ذي الرأسين في الأسفل: كلاهما إشارات واضحة إلى آل هابسبورغ و ألى المتلقي لسلسلة اللوحات ، الإمبراطور ماكسيميليان الثاني.

## الأرض

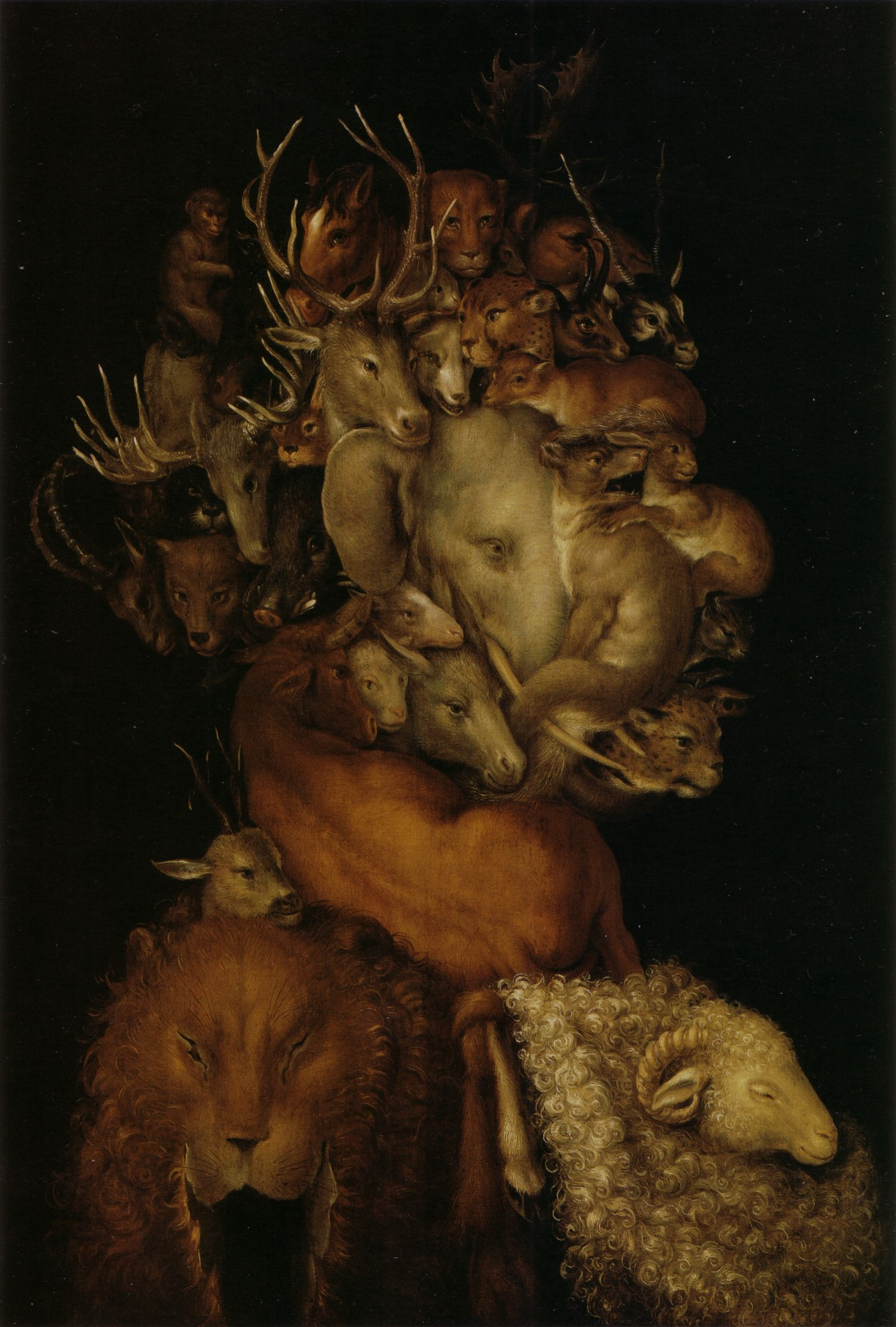
الأرض

شكل الأرض الذي ينظر إلى اليمين يتكون من الثدييات. هنا أيضًا، بعض التلميحات إلى آل هابسبورغ: تشكل قرون الحيوانات في منطقة الشعر نوعًا من التاج، ويشير جلد الأسد الذي يتكون من الجزء العلوي من الجسم إلى هرقل، الذي كان مرتبطًا تقليديًا بآل هابسبورغ. جلد الغنم على الصدر يرمز إلى الصوف الذهبي. كما هو الحال مع الرؤوس المركبة الأخرى، لا يأخذ أرسيمبولدو  في الاعتبار حجم الحيوانات.
في تعليق على الصورة، يشير جريجوريو كومانيني (ناقد فني) إلى أن ترتيب الحيوانات في الوجه يعتمد على كتابات بليني الأكبر. يجب أن يتم تفسير تكوين الرأس من وجهة نظر فسيولوجية. يروي كومانيني أيضًا أن جميع الحيوانات التي تم تصويرها في اللوحة تم تصويرها من الطبيعة. جعل الإمبراطور من الممكن لـ أرسيمبولدو أن يرسم حدائقه. نجت سلسلة كاملة من رسومات الحيوانات التي رسمها أرسيمبولدو، ويمكن تحديد العديد منها كنماذج مباشرة للرسم.
تشير بعض الملامح إلى أن اللوحة لم يتم إنشاؤها في نفس الوقت الذي تم فيه إنشاء لوحتي النار والماء، اللتان تم رسمهما عام 1566، حتى لو كانت أصالتها لا جدال فيها. الصورة أكبر قليلاً ولها لمسة نهائية أكثر مرونة. ربما لم يكن جزءًا من السلسلة الأصلية، ولكنه سلسلة لاحقة. يشار إلى هذا أيضًا من خلال حقيقة أن العديد من الدراسات الأولية أجريت بعد عام 1566. كانت اللوحة في حوزة آل هابسبورغ وقد أهدى بها الإمبراطور فرانز جوزيف الأول إلى جامعة جراتس في جراتس عام 1872. من هناك تم استبداله في عام 1954 وأصبح مملوكًا للقطاع الخاص في فيينا منذ (2008) ومنذ ذلك الحين معروض في قصر ليختنشتاين.

## الماء

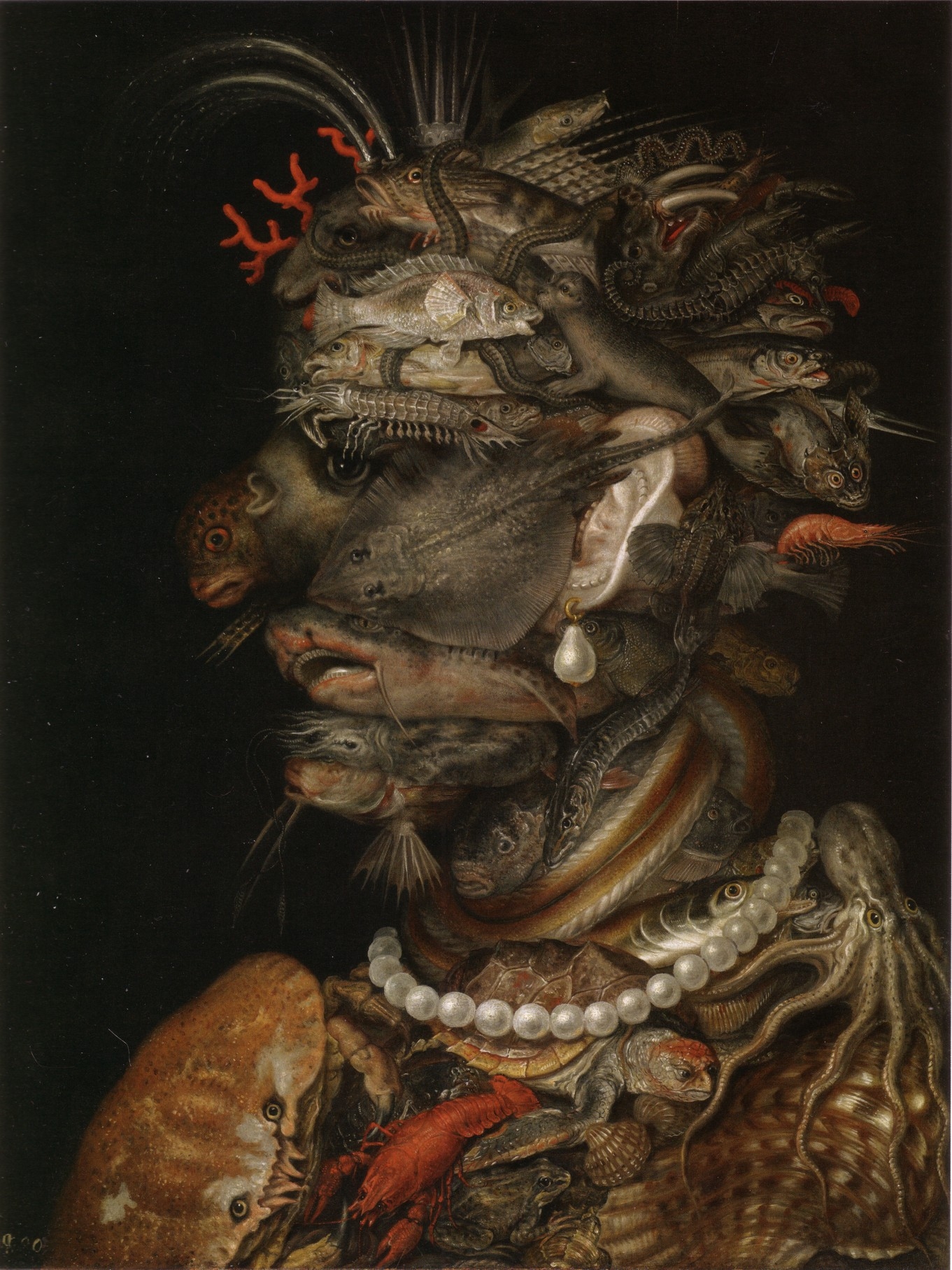
الماء

يتكون شكل الماء من عدد كبير من الكائنات البحرية. ييوجد ما يقارب 62 حيوانًا. يمكن التعرف على العديد منها وصولاً إلى النوع أو الجنس، ولكن لا يمكن تحديد العديد من الأسماك بدقة أكبر. بالإضافة إلى الأسماك، يوجد ضفدع شائع ، سلحفاة ضخمة الرأس ، والفقمة، والشعاب المرجانية، والديدان المفلطحة، والحلقيات، والعلقة، والقواقع، وبلح البحر، والأخطبوط، وسرطان البحر ، ونجم البحر. بالنظر إلى وفرة الأنواع، فإن الافتقار إلى أسماك الطعام الشائعة مثل الرنجة وسمك القد أمر مذهل. مثل لوحة النار، كانت اللوحة في حوزة آل هابسبورغ منذ إنشائها وهي الآن في متحف تاريخ الفنون في فيينا.

## الرسام

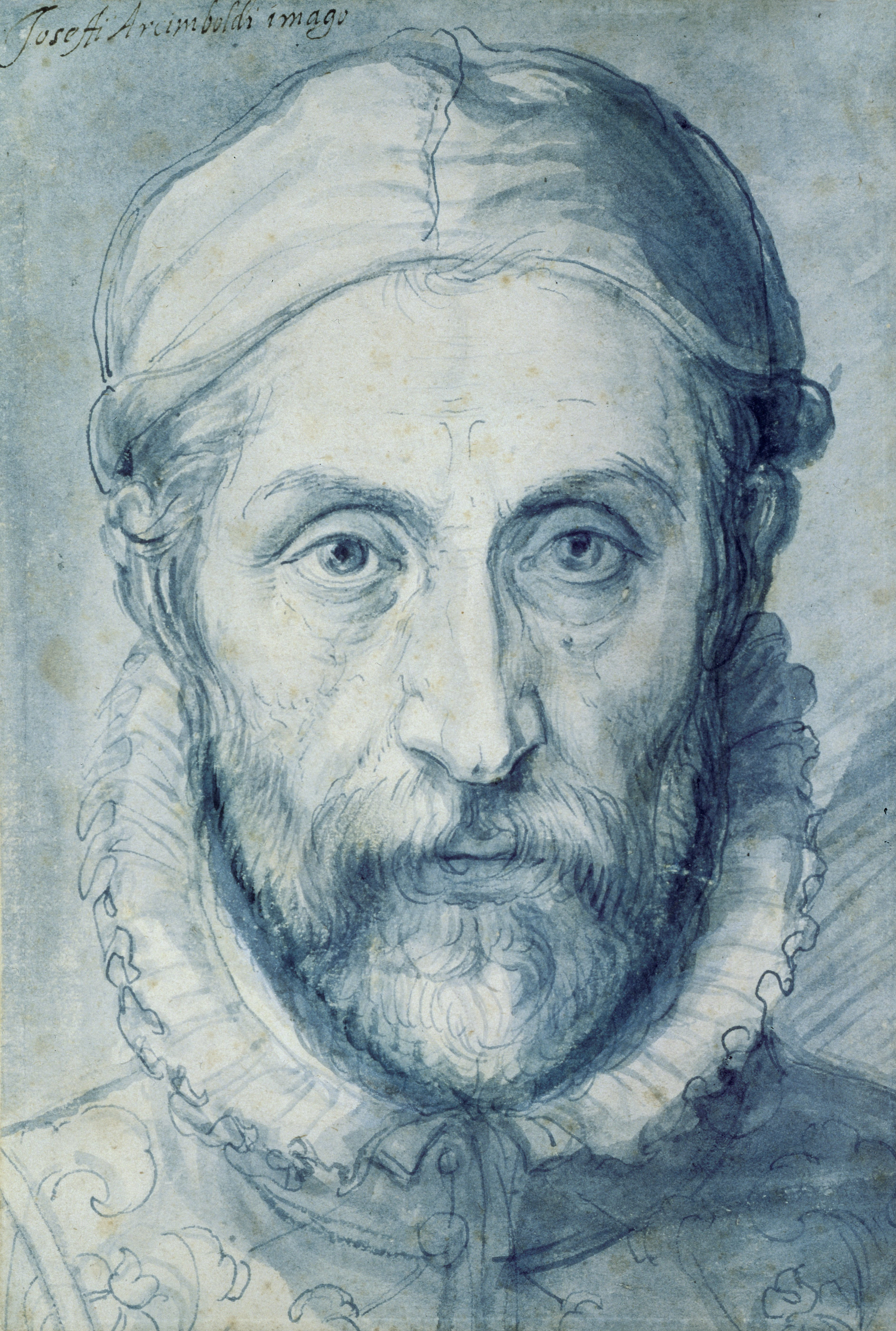
غيسيبي أرسيمبولدو

غيسيبي أرسيمبولدو ولد 1527 في ميلانو وتوفي في 11 يوليو 1593 في نفس المدينة. هو رسام إيطالي ينتمي للحركة الفنية مانييريزمو. يعرف ويشتهر برسمه للبورتريه باستخدام الخضر والغلال والحيوانات وكائنات حية أخرى. اعتبرنا أرسيمبولدو كمخترع نمط رسومات البورتريه بالمواد والكائنات الحية، يوجد عادة منذ العصور القديمة بأن يتم استعمال مواد من الطبيعة في اللوحات الزيتية، باخوس. عدة رسامين من عصر النهضة، مثل ليوناردو دا فينشي وهيرونيموس بوس، كانوا مهتمين برسم الوجوه والبورتريه الوحشيين ومشوهين، وكذلك التركيب كعناصر للتحويل. لذلك لوحات أرسيمبولدو تستند إلى طرق معينة. لم يكن لأرسيمبولدو تلامذة تتلمذوا تحت يديه، لكن يوجد العديد من الرسامين قلدوه في طريقة أعماله في القرنين السابع عشر والثامن عشر. وتم إعاده تقليده في القرن التاسع عشر من قبل الكاريكاتوريين خاصة مع صور نابليون الأول ونابليون الثالث، وملوك بلجيكا، ليوبولد الأول وليوبولد الثاني. وأيضا في القرن العشرين من قبل السرياليين الذين وضعوا ألعاب كلمات مرئية في شكل صور.